# Скаловский, Ростислав Карпович
Ростислав Карпович Скаловский (1811—1873) — генерал-майор флота, теоретик пароходного дела, главный редактор журнала «Морской сборник».

## Биография
Родился 2 декабря 1811 года. Отец — Карп Семёнович Скаловский. По окончании курса наук в Санкт-Петербургском университете в 1827 году поступил юнкером в Гвардейский экипаж и совершил с ним сухопутный поход из Санкт-Петербурга в Тулчу, откуда прибыл в действующую против турок армию к крепости Варна и, поступив на корабль «Пармен», участвовал при взятии этой крепости.
В 1829 году крейсировал у берегов Румынии и Болгарии до Босфора и участвовал при взятии Месемврии, Aгатополя, Ипады и Мидии, после чего на корабле «Париж» прибыл в Севастополь и 24 октября произведён в мичманы.
Вернувшись сухим путём в Кронштадт, Скаловский в 1830 году плавал на бриге «Аякс» до Исландии и Бреста. В 1831—1833 годах ходил на том же бриге на Мальту и в Архипелаг. В 1832 году участвовал в Лепантском сражении против идриотов, а затем на фрегате «Анна» перешёл в Севастополь, а берегом в Санкт-Петербург. В 1834 году, в звании адъютанта 1-й бригады 3-й флотской дивизии на фрегате «Беллона» сопровождал нидерландского принца до мыса Дагерорд (Ристна), а затем там же на корабле «Полтава» был флаг-офицером при контр-адмирале Хрущове. В 1836 году на корабле «Лейпциг» перешёл из Архангельска в Кронштадт.
В 1837 году переведён в Черноморский флот, где крейсировал на корабле «Силистрия» под командой капитана 2-го ранга П. С. Нахимова. В 1838 году, будучи лейтенантом, сам командовал яхтой «Орианда», плавал у берегов Абхазии и участвовал при занятии местечек Субаши и Шахо под общей командой адмирала М. П. Лазарева. В 1839—1840 годах, командуя той же яхтой, плавал по азовским и черноморским портам и за участие в делах против горцев награждён орденом св. Анны 3-й степени с бантом.
В 1841 году переведён в Балтийский флот; 4 февраля 1842 года уволен от службы с чином капитан-лейтенанта, а ровно через год вновь принят на службу с прежним чином лейтенанта и плавал на пароходе «Ладога» по Финскому заливу.
В 1843—1851 годах был причислен к пароходному комитету. В 1848—1850 годах за издание 3-й и 4-й частей сочинения «Руководство для служащих на военных морских пароходах» — награждён 2 бриллиантовыми перстнями. В 1849 году состоял редактором журнала «Морской сборник». С 1851 года был членом Морского учёного комитета. В 1854 году был назначен исполняющим дела помощника начальника Адмиралтейских Ижорских заводов. В 1855 году Скаловский был назначен членом пароходного комитета, 26 ноября того же года награждён за беспорочную выслугу 25 лет орденом св. Георгия 4-й степени (№ 9657 по кавалерскому списку Григоровича — Степанова) и произведён в капитаны 1-го ранга. В 1856 году назначен членом кораблестроительного комитета. В 1860 году произведён в генерал-майоры по адмиралтейству с увольнением от службы.
Скончался 13 ноября 1873 года в Павловске, похоронен в Санкт-Петербурге на кладбище Воскресенского Новодевичьего монастыря.
Скаловский оставил после себя значительное число сочинений, посвящённых различным аспектам морского дела, а также значительное число статей в периодике.

## Избранная библиография Скаловского
- Описание Кордуанского и Эддистонского маяков с литографическими изображениями. СПб., 1835
- Морской офицер, роман Ф. Марриета (перевод с английского). СПб., 1837
- Описание сражений английского флота с 1690 по 1827 год, сочинение К. Экинсона (перевод с английского). Ч. 1—2. СПб., 1840
- Руководство для службы на военных пароходах. Ч. 1—4. СПб., 1844—1850
- Об употреблении индикатора или динамометра для паровых машин. СПб., 1846
- Жизнь адмирала Ф. Ф. Ушакова. СПб., 1856
  - Скаловский Р. К. Жизнь адмирала Федора Федоровича Ушакова / Предисловие С. В. Чернявского. — СПб.: Русская симфония, 2006. — 336, [12] с. — (Книжные памятники из фондов Библиотеки Академии наук. Вып. 14). — 2000 экз. — ISBN 5-91055-014-4.